# Aattetur
Der Aattetur (auch Åttetur) ist ein norwegischer Volkstanz, der aus der Region Asker im Süden Norwegens stammt. Es handelt sich um einen Kreistanz, der paarweise auf Musik im 3/4 Takt getanzt wird.